# Omicidi nell'alta società
Omicidi nell'alta società (Mord in bester Gesellschaft) è una serie televisiva austro-tedesca, ideata da Rolf-René Schneider e prodotta dal 2007 dalla Lisa Film/Mona Film. Protagonisti sono Fritz Wepper e Sophie Wepper.
La serie si compone di 15 film per la televisione, il primo dei quali (nella versione originale) porta il titolo della serie.
In Germania, la serie è stata trasmessa dall'emittente televisiva ARD 1 (Das Erste) a partire dal 22 febbraio 2007.
In Italia la serie è andata in onda su Rai 2 dal 31 maggio 2010.

## Descrizione
Protagonista della serie è il dottor Wendelin Winter, uno psichiatra di Monaco di Baviera, a cui capita spesso di venire interpellato da alcuni amici per risolvere intricati casi di omicidio, spesso commessi fuori città e in un ambito benestante. Wendelin vive con la figlia Alexandra, che non può fare a meno di seguirlo durante le sue indagini.

## Episodi
| nº | Titolo originale              | Titolo italiano           | Prima TV Germania | Prima TV italiano |
| -- | ----------------------------- | ------------------------- | ----------------- | ----------------- |
| 1  | Mord in bester Gesellschaft   | La casa sulla collina     | 22 febbraio 2007  | 31 maggio 2010    |
| 2  | Der Tote im Elchwald          | Morte nel bosco           | 14 febbraio 2008  | 1 giugno 2010     |
| 3  | Die Nächte des Herrn Senators | Concerto per un delitto   | 25 ottobre 2008   | 2 giugno 2010     |
| 4  | Der süße Duft des Bösen       | Il dolce profumo del male | 15 gennaio 2009   | 3 giugno 2010     |
| 5  | Das eitle Gesicht des Todes   | Il volto della morte      | 4 gennaio 2010    | 4 giugno 2010     |
| 6  | Alles Böse zum Hochzeitstag   | Disposti a tutto          | 14 gennaio 2010   | 24 giugno 2012    |
| 7  | Die Lüge hinter der Wahrheit  | La carta del destino      | 6 gennaio 2011    | 1 luglio 2012     |
| 8  | Das Ende vom Lied             | La fine della canzone     | 31 marzo 2011     | 8 luglio 2012     |
| 9  | Der Fluch der bösen Tat       | Memorie segrete           | 24 settembre 2012 | 15 luglio 2012    |
| 10 | Der Tod der Sünde             | Torbidi segreti           | 25 febbraio 2012  | 22 luglio 2012    |
| 11 | In Teufels Küche              | Ricetta per un delitto    | 12 dicembre 2013  | 21 dicembre 2013  |
| 12 | Die Täuschung                 | Un caso da blog           | 15 gennaio 2015   | 28 agosto 2017    |
| 13 | Das Scheusal                  | Ritorno al passato        | 11 giugno 2015    | 29 agosto 2017    |
| 14 | Bitteres Erbe                 | Eredità di sangue         | 10 dicembre 2015  | 4 luglio 2018     |
| 15 | Winters letzter Fall          | Winter: L'ultimo caso     | 20 aprile 2017    | 5 luglio 2018     |

## Guest-star
Tra le guest-star apparse nella serie, figurano, tra gli altri:
- Annekathrin Bach
- Michael Brandner
- Johannes Brandrup
- Peter Davor
- Andrea Eckert
- Carolin Fink
- Lucia Gailová
- Nina Gnädig
- Andreas Günther
- Miguel Herz-Kestranek
- Heinz Hoenig
- Dietrich Hollinderbäumer
- Hansjürgen Hürrig
- Lara-Joy Körner
- Gudrun Landgrebe
- Max Volkert Martens
- Ilse Neubauer
- Thure Riefenstein
- Daniel Roesner
- Wolf Roth
- Peter Sattmann
- Tobias Schönenberg
- Roswitha Schreiner
- Lisa Spickschen
- Håkon Svensson
- Jürgen Tarrach
- Susanne Uhlen